# Chevrolet Aveo
Chevrolet Aveo ou Chevrolet Sonic é a versão Chevrolet do modelo também conhecido como Daewoo Kalos, um modelo compacto oferecido nas versões hatch 5 portas e sedan 4 portas. A atual geração do modelo é o marco da nova identidade da montadora, com grade bi-partida e a nova "gravata".
Em 2006, o modelo foi rebatizado de Daewoo Gentra, após ser redesenhado em cooperação com a PATAC. A versão sedan foi apresentada ao público no Salão de Xangai; tendo estreado no mercado coreano em setembro de 2005. Versões hatch 3 e 5 portas são esperadas ainda em 2006. Essa nova família substituiu os antigos Kalos/Aveo, mas o nome Aveo seguiu sendo utilizado na maioria dos mercados.
O Chevrolet Aveo sedan 2007 foi apresentado em janeiro no Salão de Los Angeles. As vendas na América do Norte começaram em seguida. Sua versão hatch foi batizada de Aveo5 e no Canadá foi vendida como Pontiac Wave5.
Chegou ao Brasil em 2012 com o nome de Chevrolet Sonic, para substituir o Astra. Deixou de ser importado ao Brasil (o veículo era fabricado no México) em setembro de 2014, por causa das vendas fracas frente a outros veículos da montadora como o Cobalt. 
Em 2020, o Chevrolet Aveo deixou de ser fabricado devido as fracas vendas no EUA em 2019 e em 2020.
Mas a plataforma, será aproveitada para a construção do Chevrolet Bolt versão EUV.
Além disso, a montadora entrará ainda mais no competitivo mercado dos SUVs com o lançamento da bateria Ulitium no Bolt.

## Galeria

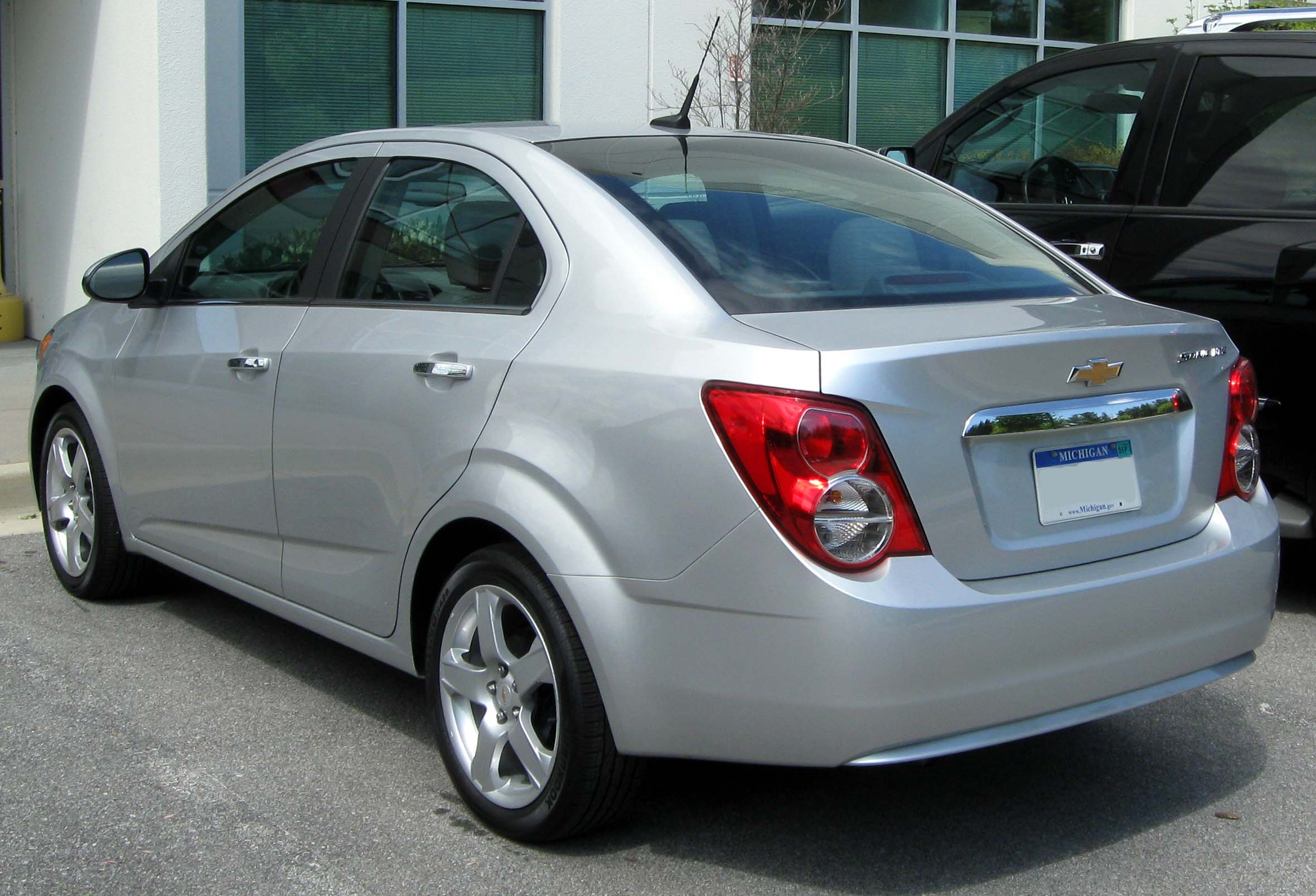
Chevrolet Sonic LTZ sedan
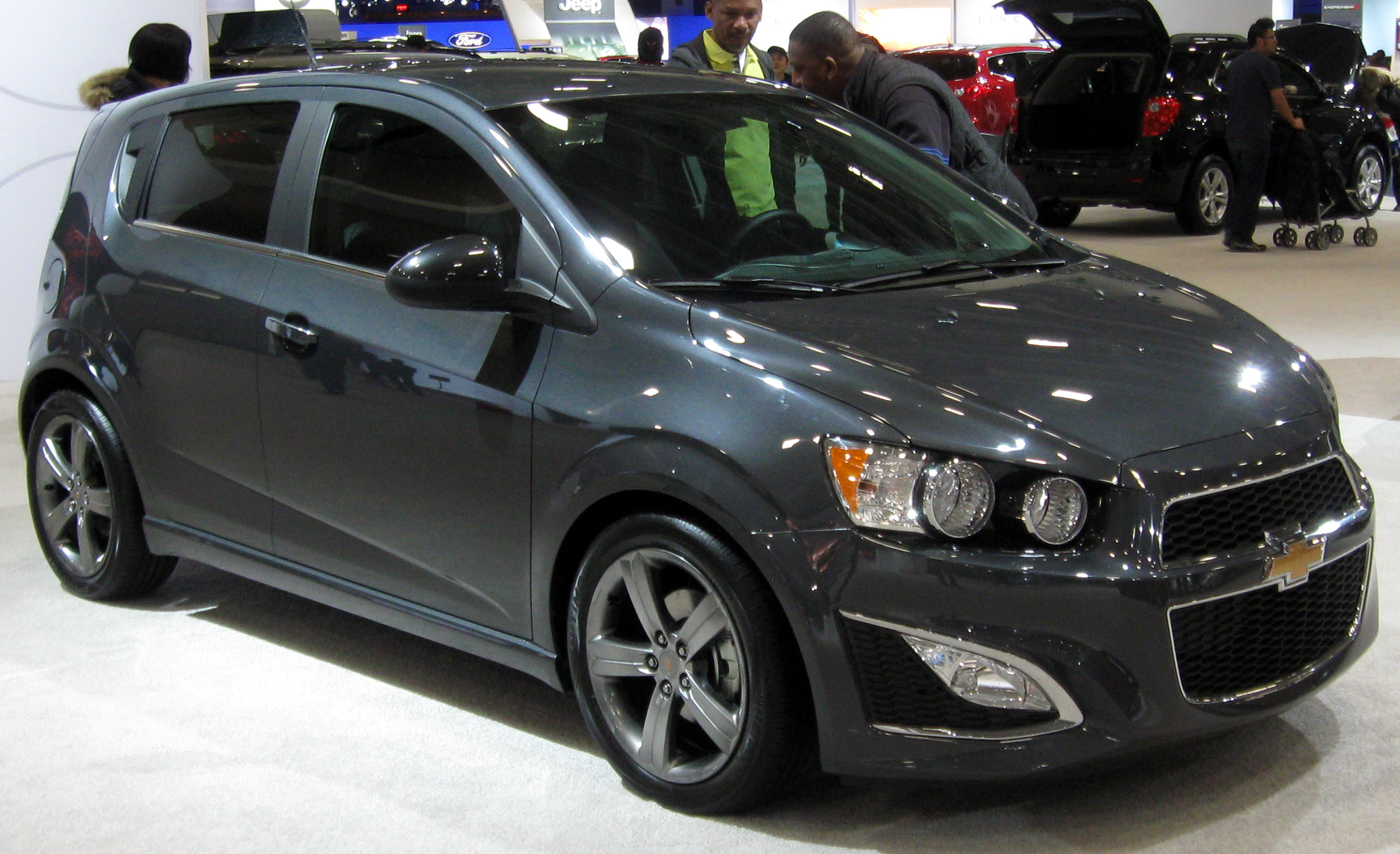
Chevrolet Sonic RS (EUA)